# Indagator fordii
Indagator fordii är en malvaväxtart som beskrevs av David A. Halford. Indagator fordii ingår i släktet Indagator och familjen malvaväxter. Inga underarter finns listade i Catalogue of Life.